# Matuu
Matuu – miasto w Kenii, w hrabstwie Machakos. Liczy ponad 12 tys. mieszkańców. 